# Monte San Giovanni in Sabina
Monte San Giovanni in Sabina település Olaszországban, Lazio régióban, Rieti megyében. Lakosainak száma 643 fő (2023. január 1.). Monte San Giovanni in Sabina Montenero Sabino, Rieti, Salisano, Mompeo és Roccantica községekkel határos.

## Népesség
A település lakossága az elmúlt években az alábbi módon változott:
| Lakosok száma | 697  | 681  | 643  |
|               | 2017 | 2018 | 2023 |